# 趙元奴
趙 元奴（ちょう げんど）は、北宋末期の美妓。徽宗の妃嬪。

## 略歴
開封の名妓として知られた。李師師などと共に徽宗の寵姫となって、多くの財帛を賞賜され、才人を授けられた。
欽宗が皇帝に即位すると、軍費のため趙元奴の財帛は全て没収された。靖康元年（1126年）、金軍が開封を陥落させた。初め、徽宗は青城に監禁され、開封に手紙を書いて衣服・針線・牛羊肉・石鹸など生活用品を要求したが、その際に名指しで才人趙元奴も要求した。以後、趙元奴に関する記録はない。

## 邵元奴
金軍の侵攻の際に、金の兵士多数に凌辱されて妊娠した邵元奴という才人がおり、音の一致から、趙元奴と同一人物の可能性も考えられている。邵元奴は、金に到着後は妊婦だったことを考慮され、連行途中で出産した小王婕妤や他の4人の妊娠させられた妃嬪と一緒に、昏徳公（徽宗）のもとに帰された。翌年（金の天会6年）2月19日（1128年4月13日）、邵元奴は女子を産んだ。その後は邵元奴に関する記録もない。

## 伝記資料
- 『靖康稗史箋證』
- 『三朝北盟会編』
- 『宣和遺事』

## 小説
- 『水滸伝』